# Ерик Маркус
Ерик Маркус дос Сантос Оливейра до Кармо (на португалски: Erick Marcus dos Santos Oliveira do Carmo) е бразилски професионален футболист,, който играе като нападател за шампиона на България ПФК „Лудогорец“ (Разград).

## Футболна кариера

### Вашко да Гама
Роден е в Жакарепагуа, Рио де Жанейро, като започва своята кариера в ДЮШ на бразилския гранд „Васко да Гама“. Само месец по-късно, след като прави своя дебют в „Кампеонато Кариока“, бележи и първия си гол за клуба, при победата с 4–0 за Копа до Бразилия над „Трем“ АП.

### Лудогорец
През 2023 година е привлечен в „Лудогорец“ (Разград) като преостъпен. Прави своя официален дебют на 19 август 2023 г. при победата с 0-3 като гост, над ФК „Крумовград“. 
Българският клуб придобива правата му през 2025 г.